# Conocybe haglundii
Conocybe haglundii är en svampart som tillhör divisionen basidiesvampar, och som beskrevs av Anton Hausknecht. Conocybe haglundii ingår i släktet Conocybe, och familjen Bolbitiaceae. Arten är reproducerande i Sverige.